# Ivan Calin
Ivan Calin (sau Călin, în rusă Иван Петрович Калин; n. 10 martie 1935, Plopi, RASS Moldovenească, RSS Ucraineană, URSS – d. 2 ianuarie 2012, Chișinău, Republica Moldova) a fost un agronom-savant, politolog, diplomat și om politic din Republica Moldova, care a îndeplinit funcțiile de președinte al Prezidiului Sovietului Suprem al RSS Moldovenești (1980-1985) și al Sovietului de Miniștri al RSS Moldovenești (1985-1990), vicepreședinte al Prezidiului Sovietului Suprem al URSS (1980-1986). Între 1998 și 2012 a fost deputat în Parlamentul Republicii Moldova, iar între 1980 și 1985 – deputat în Sovietul Suprem al RSS Moldovenești.

## Biografie
Ivan Calin s-a născut la data de 10 martie 1935, în satul Plopi din raionul Rîbnița, pe atunci în RASS Moldovenească. Începând din anul 1953, a efectuat stagiul militar obligatoriu în cadrul Armatei Sovietice. Din 1955 devine membru PCUS. A absolvit cursurile Institutului Agronomic "M.V. Frunze" din Chișinău (1960) și Școala Superioară de Partid de pe lângă CC al PCUS din Moscova (1969). A obținut titlul științific de candidat în științe economice în anul 1977.
După absolvirea facultății, începând din anul 1960, lucrează ca agronom, vicepreședinte de colhoz, secretar al organizației de partid al colhozului "Viața Nouă" din RSS Moldovenească. În anul 1963 este numit ca inspector al secției organizatorice al Comitetului Central al Partidului Comunist din RSSM și secretar al Comitetului de partid pentru controlul producției fermelor de stat.
În anul 1965 este numit prim-secretar al Comitetului raional de partid Călărași al Partidului Comunist din RSSM, deținând această funcție până în anul 1971 cu excepția perioadei 1967-1969 când a fost student la Școala de Partid de la Moscova. La Congresele XI-XIII ale PCM a fost ales membru al Comitetului Central. De asemenea, a fost și deputat al Sovietului Suprem al RSSM în legislaturile 7 și 8. Din anul 1971 este șef al secției agricole a CC al PCM. În anul 1976 devine secretar al CC al PCM.
La data de 10 aprilie 1980, Ivan Calin a fost numit în funcția de președinte al Prezidiului Sovietului Suprem din RSS Moldovenească. Ca urmare a avansării sale în funcție, între anii 1981-1990 a fost ales ca membru supleant al Comitetului Central al PCUS.
În perioada 24 decembrie 1985 - 10 ianuarie 1990 a îndeplinit funcția de președinte al Sovietului de Miniștri din RSS Moldovenească. A fost ales timp de două legislaturi ca deputat în Sovietul Suprem al URSS. A fost distins cu Ordinul Lenin, Ordinul Revoluției din Octombrie și cu trei Ordine Steagul Roșu al Muncii.
Din aprilie 1990, urmează o serie de cursuri postuniversitare pentru cadrele diplomatice superioare la Academia Diplomatică din Moscova.
Începând din anul 1998, îndeplinește funcția de deputat în Parlamentul Republicii Moldova, ales pe listele Partidului Comuniștilor în toate legislaturile de atunci și până în 2010 (1998-2001, 2001-2005, 2005-2009, aprilie-iulie 2009, 2009-2010). În perioada 22 iunie 1998 - 24 ianuarie 2000, a fost membru supleant al delegației Republicii Moldova la Adunarea Parlamentară a Consiliului Europei.
La 10 martie 2005, președintele Vladimir Voronin i-a conferit lui Ivan Calin "Ordinul Republicii" pentru muncă îndelungată și prodigioasă în organele supreme de stat, contribuție substanțială la dezvoltarea social-economică a republicii și activitate legislativă și obștească intensă.
Pe 28 august 2009, a prezidat prima ședință a noului parlament din postura de decan de vârstă.
Din cauza unei boli grave, a refuzat să candideze la alegerile parlamentare din 2010 din Republica Moldova.
Ivan Calin a murit în nopatea dintre 1 ianuarie și 2 ianuarie 2012, într-un spital din Chișinău. A fost înmormântat în Cimitirul Central din Chișinău.
Ivan Calin era membru al Comitetului Central al Partidului Comuniștilor din Republica Moldova. Avea titlu științific de doctor în științe economice și rang diplomatic de Ambasador Extraordinar și Plenipotențiar de Prima Clasă. A fost autor a zeci de monografii, broșure și articole.
A fost căsătorit și avea doi copii. Era vorbitor de limbă rusă.